# Coppa Nordamericana di skeleton 2017
La Coppa Nordamericana di skeleton 2017 è stata la diciassettesima edizione del circuito continentale nordamericano di skeleton, manifestazione organizzata dalla Federazione Internazionale di Bob e Skeleton; è iniziata il 13 novembre 2016 a Calgary, in Canada, e si è conclusa il 20 gennaio 2017 a Lake Placid, negli Stati Uniti. Vennero disputate sedici gare: otto per le donne e altrettante per gli uomini in quattro differenti località.
Vincitori dei trofei, conferiti agli atleti classificatisi per primi nel circuito, sono stati la sudcoreana Mun Ra-young nel singolo femminile e l'australiano John Farrow in quello maschile.

## Calendario
| Località    | Data                | Donne | Uomini |
| ----------- | ------------------- | ----- | ------ |
| Calgary     | 13–14 novembre 2016 | ●●    | ●●     |
| Whistler    | 25–26 novembre 2016 | ●●    | ●●     |
| Park City   | 7–8 gennaio 2017    | ●●    | ●●     |
| Lake Placid | 19–20 gennaio 2017  | ●●    | ●●     |
| Totale      | Totale              | 8     | 8      |

## Risultati

### Donne
| Data             | Località    | Prime classificate          | Seconde classificate        | Terze classificate         |
| ---------------- | ----------- | --------------------------- | --------------------------- | -------------------------- |
| 13 novembre 2016 | Calgary     | Madison Charney Canada      | Jaclyn Narracott Australia  | Jeong Sophia Corea del Sud |
| 14 novembre 2016 | Calgary     | Mun Ra-young Corea del Sud  | Madison Charney Canada      | Jeong Sophia Corea del Sud |
| 25 novembre 2016 | Whistler    | Mirela Rahneva Canada       | Marija Orlova Russia        | Julija Kanakina Russia     |
| 26 novembre 2016 | Whistler    | Kimberley Bos Paesi Bassi   | Marija Orlova Russia        | Mirela Rahneva Canada      |
| 7 gennaio 2017   | Park City   | Madelaine Smith Regno Unito | Donna Creighton Regno Unito | Maya Pedersen Norvegia     |
| 8 gennaio 2017   | Park City   | Madelaine Smith Regno Unito | Donna Creighton Regno Unito | Mun Ra-young Corea del Sud |
| 19 gennaio 2017  | Lake Placid | Donna Creighton Regno Unito | Mun Ra-young Corea del Sud  | Gracie Clapp Stati Uniti   |
| 20 gennaio 2017  | Lake Placid | Mun Ra-young Corea del Sud  | Donna Creighton Regno Unito | Ol'ga Potylicyna Russia    |

### Uomini
| Data             | Località    | Primi classificati          | Secondi classificati        | Terzi classificati          |
| ---------------- | ----------- | --------------------------- | --------------------------- | --------------------------- |
| 13 novembre 2016 | Calgary     | Ander Mirambell Spagna      | Lee Han-sin Corea del Sud   | Joseph Luke Cecchini Italia |
| 14 novembre 2016 | Calgary     | Ander Mirambell Spagna      | John Farrow Australia       | Kim Jun-hyeon Corea del Sud |
| 25 novembre 2016 | Whistler    | Katsuyuki Miyajima Giappone | Alexander Hanssen Norvegia  | Egor Veselov Russia         |
| 26 novembre 2016 | Whistler    | Egor Veselov Russia         | Katsuyuki Miyajima Giappone | Alexander Hanssen Norvegia  |
| 7 gennaio 2017   | Park City   | John Daly Stati Uniti       | John Farrow Australia       | Kenny Howard Regno Unito    |
| 8 gennaio 2017   | Park City   | John Daly Stati Uniti       | Marcus Wyatt Regno Unito    | Kim Ji-soo Corea del Sud    |
| 19 gennaio 2017  | Lake Placid | Pavel Kulikov Russia        | John Daly Stati Uniti       | Jerry Rice Regno Unito      |
| 20 gennaio 2017  | Lake Placid | John Daly Stati Uniti       | Pavel Kulikov Russia        | Joseph Luke Cecchini Italia |

## Classifiche

### Donne
| Pos. | Atleta          | Nazione       | CAL-1 | CAL-2 | WHI-1 | WHI-2 | PKC-1 | PKC-2 | LAK-1 | LAK-2 | Totale |
| ---- | --------------- | ------------- | ----- | ----- | ----- | ----- | ----- | ----- | ----- | ----- | ------ |
| 1    | Mun Ra-young    | Corea del Sud | 4     | 1     | 6     | 6     | 5     | 3     | 2     | 1     | 445    |
| 2    | Madison Charney | Canada        | 1     | 2     | 9     | 5     | 8     | 4     | 5     | 8     | 386    |
| 3    | Gracie Clapp    | Stati Uniti   | 5     | 5     | 12    | 12    | 4     | 6     | 3     | 4     | 341    |
| 4    | Donna Creighton | Regno Unito   | -     | -     | -     | -     | 2     | 2     | 1     | 2     | 270    |
| 5    | Jeong Sophia    | Corea del Sud | 3     | 3     | -     | -     | 6     | 7     | 8     | 11    | 254    |
| 6    | Morgan Tracey   | Stati Uniti   | 9     | 6     | 15    | 14    | 7     | 11    | 10    | 9     | 254    |
| 7    | Lee Jeong-hyeok | Corea del Sud | 8     | 8     | 13    | 9     | 11    | 9     | 12    | 13    | 250    |
| 8    | Maya Pedersen   | Norvegia      | -     | -     | 8     | 8     | 3     | 5     | 14    | 5     | 241    |
| 9    | Madelaine Smith | Regno Unito   | -     | -     | -     | -     | 1     | 1     | 6     | 6     | 230    |
| 10   | Leslie Stratton | Stati Uniti   | 11    | 9     | 17    | 16    | 13    | 8     | 11    | 12    | 222    |

### Uomini
| Pos. | Atleta               | Nazione       | CAL-1 | CAL-2 | WHI-1 | WHI-2 | PKC-1 | PKC-2 | LAK-1 | LAK-2 | Totale |
| ---- | -------------------- | ------------- | ----- | ----- | ----- | ----- | ----- | ----- | ----- | ----- | ------ |
| 1    | John Farrow          | Australia     | 4     | 2     | 6     | 6     | 2     | 4     | 4     | 5     | 405    |
| 2    | Kim Jun-hyeon        | Corea del Sud | 9     | 3     | 12    | 12    | 4     | 5     | 8     | 13    | 302    |
| 3    | John Daly            | Stati Uniti   | -     | -     | -     | -     | 1     | 1     | 2     | 1     | 290    |
| 4    | Joseph Luke Cecchini | Italia        | 3     | 4     | 5     | 7     | -     | -     | 7     | 3     | 281    |
| 5    | Patrick Rooney       | Canada        | 5     | 5     | 4     | 4     | 5     | 7     | -     | -     | 273    |
| 6    | Allen Blackwell      | Stati Uniti   | 8     | 7     | 13    | 9     | 10    | 6     | 15    | 12    | 256    |
| 7    | Katsuyuki Miyajima   | Giappone      | 6     | 6     | 1     | 2     | -     | -     | -     | -     | 220    |
| 8    | Jung Seung-gi        | Corea del Sud | -     | -     | 10    | 5     | 8     | 10    | 12    | 8     | 209    |
| 9    | Andrew Blaser        | Stati Uniti   | 11    | 13    | 15    | 13    | 7     | 8     | 23    | 16    | 206    |
| 10   | Andy White           | Canada        | 10    | 12    | 17    | 16    | 16    | 12    | 17    | 10    | 196    |